# The Hindoo Dagger

The Hindoo Dagger est un film muet américain réalisé par D. W. Griffith, sorti en 1909.

## Synopsis
Plusieurs morts sont causées sous l'influence d'un couteau indien qui semble détenir des pouvoirs maléfiques.

## Fiche technique
- Titre : The Hindoo Dagger
- Réalisation et scénario : D. W. Griffith
- Société de production et de distribution : American Mutoscope and Biograph Company[1]
- Photographie : G. W. Bitzer
- Pays :  États-Unis
- Format[2] : Noir et blanc - Muet - 1,33:1 ou 1,37:1[3] - 35 mm[3],[4]
- Longueur de pellicule : 583 pieds (178 mètres[4])
- Durée : 10 minutes (à 16 images par seconde)[2]
- Date de sortie : 18 février[3],[5] ou 11 mars 1909

## Distribution
Les noms des personnages proviennent de l'Internet Movie Database.
- Marion Leonard : la femme
- Arthur V. Johnson : Tom
- Robert Harron : le messager
- Harry Solter : Jack Windom[3],[6]
- John R. Cumpson : le docteur[6]
- George Gebhardt : le deuxième amant[6]

## Autour du film
Les scènes du film ont été tournées les 23 et 29 décembre 1908 dans le studio de la Biograph à New York et à Fort Lee, dans le New Jersey.
À sa sortie, selon Silent Era, le film aurait été présenté sur la même bobine que The Joneses Have Amateur Theatricals.